# 特写 (电影)
是伊朗导演阿巴斯·基亚罗斯塔米的一部电影，1990年上映。该片是根据真实新闻报道改编，叙述记者法拉兹曼德所报道的一名德黑兰青年霍塞·萨布齐恩冒充著名电影导演穆赫辛·马克马尔巴夫的案件，曾获蒙特利爾國際電影節魁北克影評人獎。
影片主角萨布齐恩是失业油漆工，长得有点像内贾德，从小热爱艺术。一日在公交车上结识了阿汉亨太太，便声称自己是马克马尔巴夫。他到了阿汉亨家吃住，还从阿汉亨先生那儿要了1950个图曼的钱。他鼓动阿汉亨一家去电影院看电影，并准备在阿汉亨家拍电影，还铲掉他们家的树要搭布景。最后由于不知道马克马尔巴夫的电影在意大利影展上获奖而败露被捕。整个电影大部分时间就是在描述庭审的过程，萨布齐恩承认自己在法律上是有罪的，但并不是为了骗钱。最后他得到了阿汉亨一家的原谅，減輕了刑責，但還是要入獄一陣子。出来后萨布齐恩遇到了真正的马克马尔巴夫，并抱住他痛哭。两人骑着摩托车到了阿汉亨家，萨布齐恩捧上一束花向那家人致歉。
片中最后一个场景是讲述萨布齐恩与马克马尔巴夫在一起，声音时断时续，这种效果是导演有意为之。录音师曾反对阿巴斯这么处理，但是阿巴斯还是下了剪刀。